# Servei exterior
El Servei exterior és el conjunt de funcionaris, agregats, empleats i tècnics que han estat nomenats per un govern perquè prestin els seus serveis en les missions diplomàtiques i consulars que un estat sobirà te a l'estranger i a les delegacions davant d'organismes internacionals.